# 罗恩·克罗瑟斯
罗恩·克罗瑟斯（英語：Rowan Crothers，1997年10月24日—），澳大利亚男子游泳运动员。他曾代表澳大利亚参加2016年和2020年夏季残疾人奥林匹克运动会游泳比赛，其中2020年夏季残奥会获得二枚金牌和一枚银牌。